# Monophyllus redmani
Monophyllus redmani — вид родини листконосові (Phyllostomidae), ссавець ряду лиликоподібні (Vespertilioniformes, seu Chiroptera).

## Середовище проживання
Країни поширення: Багамські острови, Куба, Домініканська Республіка, Гаїті, Ямайка, Пуерто-Рико.

## Звички
Вид утворює великі колонії, що містять до кількох сотень тисяч особин. Спочиває в печерах протягом дня. Починає покидати сідало після настання темряви. Спеціалізований для споживання нектару, а також споживає пилок.

## Загрози та охорона
Втручання людини (відпочинок та туризм) є загрозою. Зустрічаються в природоохоронних районах.